# Anywhere But Here
Anywhere But Here és una pel·lícula estatunidenca de 1999 dirigida per Wayne Wang.

## Argument
Adele August (Susan Sarandon) és una dona excèntrica, que abandona a la seva família, ja que del seu marit no tenia notícies feia molts anys, per anar a Beverly Hills a realitzar els seus somnis, encara que no sap gaire bé quins són aquests somnis. La seva filla Ann (Natalie Portman), va amb ella. Durant la seva estada a Beverly Hills, Adele improvisa el dia a dia, no tenint gaires vegades els diners necessaris per pagar els seus deutes. A més, espera que la seva filla es faci actriu, però Ann té altres plans: desitja anar a la universitat.

## Repartiment
- Susan Sarandon: Adele August

- Natalie Portman: Ann August

- Shawn Hatosy: Benny

- Hart Bochner: Josh Spritzer

- Eileen Ryan: Lillian

- Ray Baker: Ted

- John Diehl: Jimmy

- Bonnie Bedelia: Carol

- Faran Tahir: Hisham Badir

- Caroline Aaron: Gail Letterfine

- Corbin Allred: Peter

- Michael Milhoan: Cop

- John Carroll Lynch: Jack Irwin

- Steve Berra: Hal

- Eva Amurri, la filla de Susan Sarandon, fa un cameo com a noia a la TV.

## Al voltant de la pel·lícula
Sembla que Mona Simpson, autora de la novel·la, es va basar en la seva pròpia experiència quan era jove i vivia amb la seva mare.